# Aleksandar
Aleksandar je moško osebno ime.

## Izvor imena
Ime Aleksandar je različica moškega osebnega imena Aleksander.

## Pogostost imena
Po podatkih Statističnega urada Republike Slovenije je bilo na dan 31. decembra 2007 v Sloveniji število moških oseb z imenom Aleksandar: 1.105. Med vsemi moškimi imeni pa je ime Aleksandar po pogostosti uporabe uvrščeno na 156. mesto.

## Osebni praznik
Osebe z imenom Aleksandar lahko gidujejo takrat kot osebe z imenom Aleksander.